# Hemiosus
Hemiosus (лат.) — род жуков-водолюбов из подсемейства Hydrophilinae.
Известно около 40 видов.

## Описание
Водолюбы мелкого размера, продолговатой формы, выпуклые. Длина тела от 2 до 4 мм. Фасеточные глаза большие и выпуклые. Переднеспинка прямоугольная, её ширина значительно больше длины. Надкрылья слегка округлые, значительно шире переднеспинки, с сильными пунктирными линиями. Булавовидные усики состоят из 7 антенномеров. Лапки 5-члениковые. Род широко встречается в Неотропике.

## Классификация
Известно около 40 видов. Род Hemiosus был выделен в 1882 году английский энтомологом Дэвидом Шарпом (1840—1922). Hemiosus можно отличить от близкого рода Derallus по тому, что его дорзум, по крайней мере, частично коричневый, и выпуклый, но не такая сжатая с боков и шаровидная. Hemiosus больше всего напоминает мелких Berosus, от которого его можно отличить по чрезвычайно тонкому и густому опушению задних бёдер, низкому и широкому мезостернальному килю (линейному у большинства Berosus) и 5-члениковым передним лапкам самцов (4-члениковым у большинства Berosus).
- Hemiosus aequatorialis Oliva, 1994[6]
- Hemiosus apicalis Oliva, 1994
- Hemiosus ater Clarkson & Ferreira, 2009[7]
- Hemiosus bacchusi Oliva, 1994
- Hemiosus bruchi Knisch, 1924[8]
- Hemiosus cognatus (Knisch, 1921)
- Hemiosus costalis Oliva, 1994
- Hemiosus dejeanii (Solier, 1849)
- Hemiosus dimorphus Orchymont, 1940
- Hemiosus exilis  (J.L.LeConte, 1852)
- Hemiosus fittkaui  Oliva, 1994
- Hemiosus frades  Clarkson & Ferreira, 2009
- Hemiosus funditus Spangler, 1966
- Hemiosus hapalus  Spangler, 1966
- Hemiosus hartmanni  Mouchamps, 1957
- Hemiosus interimus Mouchamps, 1963
- Hemiosus irinus  Oliva, 1994
- Hemiosus laevicollis  Oliva, 1994
- Hemiosus maculatus  Sharp, 1882
- Hemiosus molanoi  González-Rodríguez, García-Hernández & Clarkson, 2019[9]
- Hemiosus monstrosus  Oliva, 1994
- Hemiosus moreirai Orchymont, 1921
- Hemiosus morlestus  Orchymont, 1940[10]
- Hemiosus mornarius  Orchymont, 1940
- Hemiosus mornax  Orchymont, 1940
- Hemiosus multimaculatus  (Jensen-Haarup, 1910)
- Hemiosus mulvianus  Orchymont, 1940
- Hemiosus punctipennis  Oliva, 1994
- Hemiosus quindiensis  González-Rodríguez, García-Hernández & Clarkson, 2019
- Hemiosus regalis  Knisch, 1922
- Hemiosus santosi  Clarkson & Ferreira, 2009
- Hemiosus schindleri  Mouchamps, 1963
- Hemiosus sculptipennis  Oliva, 1994
- Hemiosus selva  Short, 2006[5]
- Hemiosus tarsalis  Oliva & Short, 2010
- Hemiosus tenenbaumi  (Orchymont, 1937)
- Hemiosus varidius  Orchymont, 1940
- Hemiosus variegatus  (Boheman, 1858)